# Палладий (Ганкевич)
Архиепископ Палладий (в миру Павел Фёдорович Ганкевич; 17 [29] августа 1823, село Городецкое, Чаусский уезд, Могилёвская губерния — 13 [25] января 1893) — епископ Православной российской церкви, архиепископ Волынский и Житомирский.

## Биография
Родился 17 августа 1823 года в семье священника села Городецкого Чаусовского уезда Могилёвской губернии.
В 1847 году окончил Могилёвскую духовную семинарию и в 1851 году — Санкт-Петербургскую духовную академию.
С 29 сентября 1851 года — преподаватель Могилёвской духовной семинарии.
8 декабря 1852 года — кандидат богословия.
27 сентября 1853 года рукоположён во иерея.
10 февраля 1854 года — магистр богословия.
С 1857 года — ключарь Могилёвского собора.
21 декабря 1859 года — инспектор Могилёвской духовной семинарии.
16 августа 1860 года пострижен в монашество и возведён в сан игумена.
30 декабря 1862 года возведён в сан архимандрита.
С 26 апреля 1863 года — ректор Могилёвской духовной семинарии и настоятель Могилёвского Братского первоклассного монастыря.
22 августа 1871 года хиротонисан во епископа Выборгского, викария Санкт-Петербургской епархии.
С 28 сентября 1873 года — епископ Ладожский, викарий Санкт-Петербургской епархии.
С 9 сентября 1876 года — епископ Тамбовский и Шацкий.
По его инициативе в 1877 году был возобновлён Тамбовский церковно-исторический комитет, объединивший лучший церковных историков епархии.
В 1879 году организовал торжественное празднование 200-летнего юбилея Тамбовской духовной семинарии.
С 12 февраля 1885 года — председатель Училищного Совета при Св. Синоде.
С 4 мая 1885 года — архиепископ Волынский и Житомирский.
25 ноября 1889 года уволен на покой, согласно прошению. Пребывал на покое в Почаевской Успенской Лавре.
Скончался 13 января 1893 года. Погребён в Почаевской Лавре.